# Laudakia pakistanica
Laudakia pakistanica là một loài thằn lằn trong họ Agamidae. Loài này được Baig mô tả khoa học đầu tiên năm 1989.